# Jozef Karika
Jozef Karika (ur. 1978) – słowacki prozaik, autor dreszczowców, dziennikarz, autor artykułów internetowych i publikacji na temat słowiańskiej magii.
Jest laureatem słowackiej nagrody literackiej Anasoft litera w kategorii Nagroda Czytelników (2017).
Jozef Karika skończył historię i filozofię na Uniwersytecie Mateja Bala w Bańskiej Bystrzycy. Stał się rozpoznawany po roku 2000 jako autor stron internetowych Garden of Magick i autor dwóch książek o magii Slovanská magie i Zóny stínu. Później porzucił magię i zajął się publicystyką i pisaniem beletrystyki. Jego książka V tieni mafie (2010) była drugą najchętniej kupowaną książką na Słowacji (po książce Dana Browna) i najpopularniejszą książką słowackiego autora. Powieść ta w realistyczny sposób przedstawia praktyki mafijne od podpaleń, kręcenia pornografii, poprzez handel mięsem a końcąc na korupcji w strukturach państwowych i samorządowych.
Pracował jako historyk w muzeum, redaktor telewizyjny, kierownik wydziału marketingowego samorządu i jako rzecznik prasowy Ružomberka.

## Twórczość
- 2003: Slovanská magie (Vodnář, ISBN 80-86226-41-7)
- 2005: Zóny tieňa
  - Zóny stínu - wydanie czeskie, 2005 (Vodnář, ISBN 80-86226-57-3)

- 2007: Mágia peňazí (Ikar, ISBN 978-80-551-1366-1)
  - Magie peněz - wydanie czeskie, 2008 (Vodnář, ISBN 978-80-86226-78-1)

- 2007: K.P.M.P.Z. (Ikar, ISBN 978-80-551-1568-9)
- 2009: Brány meonu
  - Brány meonu - wydanie czeskie, 2009 (Vodnář, ISBN 978-80-87146-97-2)

- 2009: Liber 767 vel Boeingus (ISBN 978-1-905713-40-0)
- 2012: Na smrť (Ikar, ISBN 978-80-551-3170-2)
- 2013: Na smrť II (Bez milosti) (Ikar, ISBN 978-80-551-3581-6)
- 2014: Strach (słow. Strach, Ikar, ISBN 978-80-551-3965-4)
- 2015: Ciemność (słow. Tma, Ikar, ISBN 978-80-551-4362-0)
- 2016: Szczelina (słow. Trhlina, Ikar, ISBN 978-80-551-5146-5)
  - wydanie polskie, 2023 (Stara Szkoła, ISBN 978-83-67889-05-6)

- 2018: Priepasť (słow. Priepasť , Ikar, ISBN 978-80-551-6401-4)
- 2020: Wiatr (słow. Smršť, Ikar, ISBN 978-80-551-7529-4)
  - wydanie polskie, 2021 (Stara Szkoła, ISBN 978-83-66013-52-0)

- 2021: Głód (słow. Hlad, Ikar, ISBN 978-80-551-8082-3)
  - wydanie polskie, 2023 (Stara Szkoła, ISBN 978-83-66013-97-1)

- 2021: Pragnienie (słow. Smäd, Ikar, ISBN 978-80-551-8083-0)
  - wydanie polskie, premiera 13.11.2023 (Stara Szkoła, ISBN 978-83-67889-15-5)

- 2023: Hlbina (Ikar, ISBN 978-80-551-9121-8)

### SeriaMafiánska trilógia
- 2010: V tieni mafie
- 2011: V tieni mafie II - Čas dravcov
- 2011: Nepriateľ štátu
- 2017: Mafiánska trilógia (Ikar, ISBN 978-56-370-0214-6)

### SeriaČierny kruh
- 2015: Čierna hra: Vláda mafie (Ikar, ISBN 978-80-551-4451-1)
- 2017: Čierny rok: Vojna mafie (Ikar, ISBN 978-80-551-5752-8)
- 2019: Čierny kruh: Koniec mafie (Ikar, ISBN 978-80-551-6991-0)